# Maggie Strömberg
Anna Margareta Cecilia (Maggie) Strömberg, född 15 maj 1983 i Malmö, är en svensk journalist.

## Karriär
Efter att ha arbetat som reporter på Sydsvenskan och Svenska Dagbladet var Strömberg 2012–2016 reporter, redaktör och nyhetschef på magasinet Fokus. Hon var även redaktör på Magasinet Novell 2009–2013. Åren 2016–2020 arbetade Strömberg som politisk reporter på Sveriges Radio. 2020 gick hon till Expressen och efter ett år på Expressen började hon skriva för Svenska Dagbladets nyhetsredaktion 2021.
Under sin tid på Sveriges Radio medverkade hon regelbundet i poddcasten Det politiska spelet. 2020 var hon med och skapade Expressens politikpodd Verkställande utskottet. Hon deltar sedan 2021 i SvD:s podd Politiken.
2016 utkom Strömberg med reportageboken Vi blev som dom andra – Miljöpartiets väg till makten, utgiven på Atlas förlag. Boken tilldelades Johan Hansson-priset.
2022 tilldelades tilldelades Strömberg och maken Torbjörn Nilsson Stora Journalistpriset i kategorin "Årets berättare", för sin artikelserie om Sveriges ansökan till Nato i Svenska Dagbladet. 2024 utkom de tillsammans med boken Högt över havet: så övergav Sverige alliansfriheten, utgiven på Albert Bonniers förlag.